# PBR&B
PBR&B, ook wel hipster R&B, is een term gebruikt door muziekjournalisten om een opkomende, stilistische variant op de moderne r&b aan te duiden. Andere voorgestelde termen zijn experimental R&B, R-Neg-B (muziektijdschrift Slate), alternative R&B (in de jaren negentig al weleens gebruikt voor artiesten als D'Angelo en Erykah Badu) en indie R&B.

## Etymologie
PBR&B is een samentrekking van PBR (een afkorting van Pabst Blue Ribbon, een Amerikaans biermerk dat wordt geassocieerd met de opkomende subcultuur hipster) en r&b.